# Tern (Schriftart)

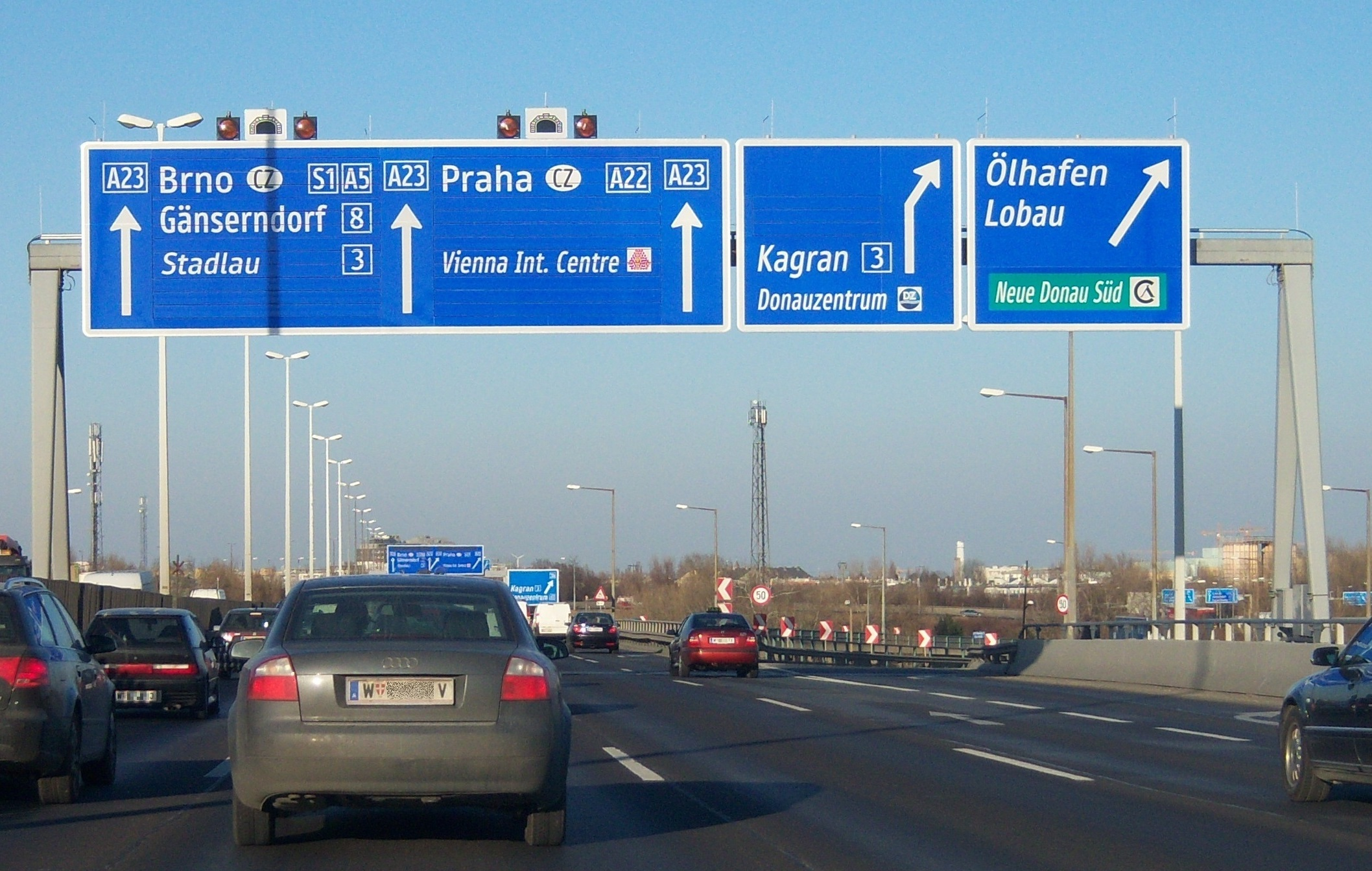
Überkopfwegweiser in Schriftart TERN am Knoten Wien-Kaisermühlen

Tern (Trans European Road Network; auch als TERN geschrieben) ist eine Schriftart,
die im Rahmen des 6. Forschungsrahmenprogrammes als EU-Projekt „In-Safety/SOMS“ von der Non-Profit-Organisation International Institute for Information Design (IIID) entwickelt wurde.

## Entwicklung
Der im Februar 2005 gestartete Prozess wurde im Jahr 2008 abgeschlossen. Als Ziel der neuen Verkehrsschrift wurde die europaweite Harmonisierung von statischen Verkehrszeichen und Wechselverkehrszeichen zur Darstellung von Piktogrammen und schriftlichen Informationen genannt. Die österreichische Verkehrsministerin Doris Bures nannte als Ziel in einer Anfragebeantwortung „die Erarbeitung von sprachübergreifenden und sprachunabhängigen Informationen auf Verkehrsbeeinflussungsanlagen und statischen Wegweisern auf Autobahnen“, sowie die Entwicklung der Verkehrsschrift Tern für den Einsatz auf den Standardverkehrszeichen als auch auf Matrixdisplays.
Insgesamt seien 3 000 Symbole bzw. Piktogramme gestaltet und mehreren Testreihen unterworfen worden. Die in Tern enthaltenen beiden Schriften seien „auf bestmögliche Leserlichkeit und Eignung für 20 EU-Sprachen (einschließlich Griechisch) getestet“ worden. Anders als der früher üblichen Designpraxis folgend, wurde bei der Entwicklung des europaweit einsetzbaren Schrifttyps mit empirischer Evaluation gearbeitet.
Im Rahmen der Studie wurden aus 28 Verkehrsschriftarten drei der verbreitetsten und einflussreichsten europäischen Schriftarten zur vergleichenden Evaluation ihrer Lesbarkeit herangezogen. Dies waren die britische Transport (Transport D und Transport 360), die holländische RWS (RWS Ee VL und ANWB Ee) und die deutsche Norm-Schrift DIN 1451 (DIN-Mittelschrift und MITT2R), dies jeweils in einer Variante für statische Verkehrszeichen und WVZ in gerasterter Ausführung mit 24 Pixel Höhe. Schriftdesignexperten verglichen Tern mit diesen Schriftarten Buchstabe für Buchstabe und analysierten ihre Vor- und Nachteile in Bezug auf die Lesbarkeit. Darüber hinaus wurde mit 122, über Annoncen aus Deutschland und Österreich als Stichprobe gesuchten Autofahrern im Doppelblind-Verfahren die Lesbarkeit der Schriften getestet. Die Probanden mussten aus zufällig dargebotenen Buchstabenreihen in den verschiedenen Schriftarten und aus unterschiedlicher Distanz die Buchstaben vorlesen. (98 Probanden brachten verwertbare Daten, 24 der ursprünglich 122 Ergebnisse mussten wegen Sehschwäche der Probanden ausgeschlossen werden.)
Beteiligt an der Entwicklung waren der Österreicher Stefan Egger und der deutsche Typograf Erik Spiekermann. Co-Finanziert wurde das Projekt von der ASFINAG, dem Bundesministerium für Verkehr, Innovation und Technologie und dem Österreichischen Verkehrssicherheitsfonds.

## Einsatz

### Niederlande
In den Niederlanden wird die Schriftart seit 2009 auf elektronischen Verkehrsschildern (VMS) verwendet.

### Österreich
Erstmals seit Einführung der Straßenverkehrsordnung 1960 (StVO 1960) wird damit die Verkehrsschrift für Beschriftungen der Verkehrszeichen normiert. Nach der geltenden Straßenverkehrszeichenverordnung (StVZVO 1998) sind bisher die nicht normierten Schriften „Breitschrift“ und „Engschrift“ auf den Verkehrszeichen aufzutragen. Die StVZVO stellt zwar in der Anlage 8 auf einem gerasterten Feld dar, wie die einzelnen Buchstaben auszusehen haben, die einzelnen Lettern sind jedoch nicht spezifiziert. Die Schilderhersteller mussten sich daher an der optischen Nachbildung orientieren. Wenn in einigen Jahren alle Schilder mit der neuen Tern ersetzt sind, soll dann das Schriftbild im gesamten Bundesgebiet einheitlich sein.
Die Schriftart Tern kommt im österreichischen Bundesgebiet seit etwa Mitte 2010 zum Einsatz. Im Bundesland Oberösterreich werden Verkehrszeichentafeln mit der neuen Schrift bereits seit Mitte 2009 aufgestellt. Nach Aussage der Verkehrsministerin wird zwar aktuell (Mai 2011) in ihrem Ressort „an einer allfälligen Änderung der technischen Rahmenbedingungen von Straßenverkehrszeichen“ gearbeitet. Dennoch würde auch bei einer Erlassung einer Novelle der Straßenverkehrszeichenverordnung (StVZVO) keine Verpflichtung zum Austausch aufgrund der neuen Schriftart vorgesehen werden, die über die bisherige Austauschverpflichtung nach StVO hinausgeht. Weiterhin werden also Verkehrsschilder nur getauscht werden müssen, wenn sie z. B. durch Witterungseinflüsse abgenützt sind oder wenn sie beschädigt wurden. Dadurch kommt es zu keiner Kostensteigerung durch Verkehrszeichenumrüstung und Neuaufstellung. Somit ist mit einer jahrelangen parallelen Verwendung beider Schriften zu rechnen.
Obwohl die neue Verkehrsschrift europaweit Gültigkeit erlangen soll, gibt es für Österreich eine Ausnahme, da für lange Ortsnamen eine engere Laufweite („Engschrift“ genannt) als die der allgemein verwendeten Schrift („Breitschrift“ genannt) zur Anwendung kommt.

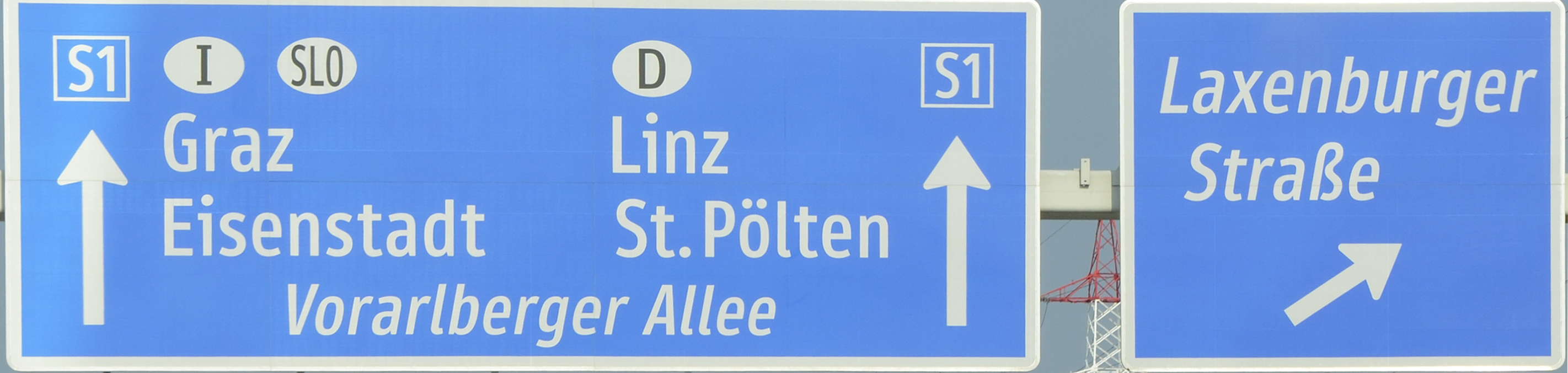
Schriftart „TERN“
Schriftart „Austria“

2020 wurden 65 der mit der Schriftart gestalteten Sinnbilder zur Verwendung im österreichischen Straßennetz für verbindlich erklärt. Bereits 2019 wurden die Sinnbilder für die Autobahnen verbindlich vorgeschrieben.

### Slowakei
Seit April 2014 gilt die Schriftart Tern als normierte Schrift auch in der Slowakei.

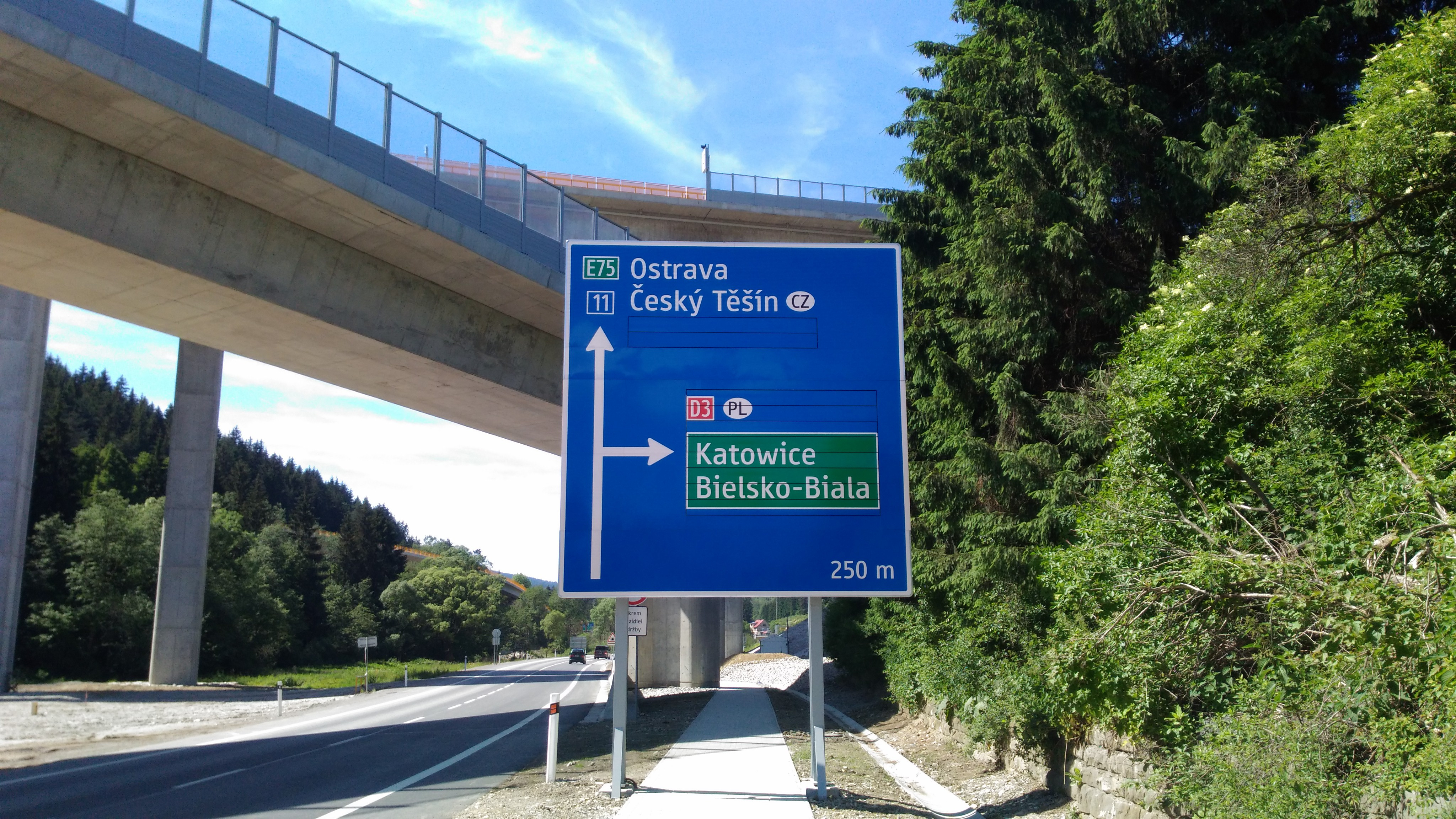
Schriftart „TERN“ in der Slowakei
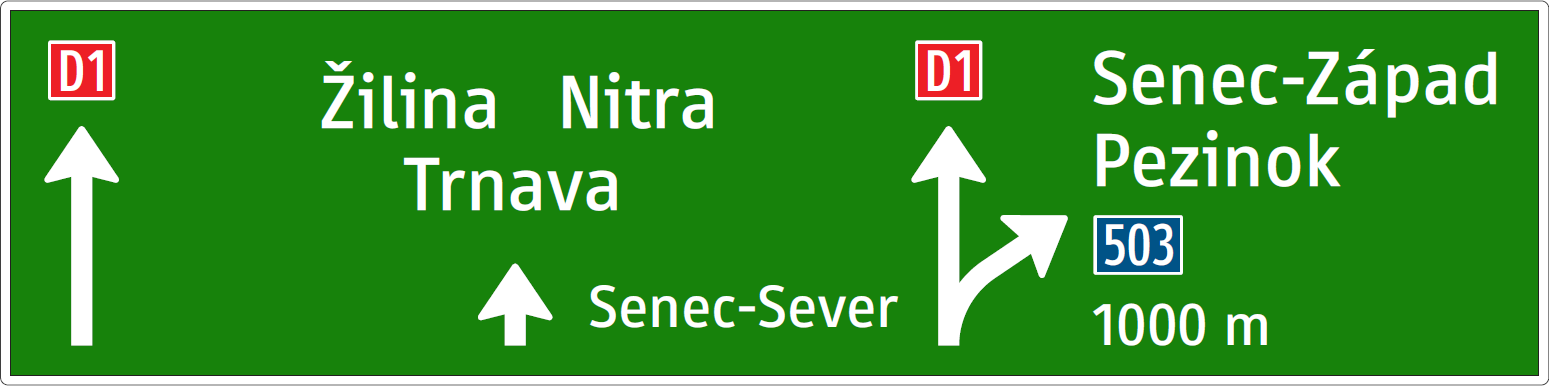